# Queuosine
La queuosine est un nucléoside rare présent dans certains ARN de transfert chez les bactéries et les eucaryotes,. Elle a été écouverte chez E. coli, où elle occupe la première position des anticodons d'ARNt pour l'histidine, l'acide aspartique, l'asparagine et l'histidine, et s'est révélée par la suite être très largement distribuée. La première position d'un anticodon d'ARNt s'apparie à la troisième position d'un codon d'ARN messager par wobble pairing, où la queuosine améliore la fidélité de la traduction génétique,,.